# Rio Quisom
O rio Quisom ou Kishon (em hebraico:  נחל קישון - Nahal Kishón em árabe: نهر المقطع, Nahr el-Mokatta,), é um curso de água que passa no norte de Israel. Sua fonte está perto da cidade de Jenin, Cisjordânia, e seu comprimento é de cerca de 70 km. A bacia hidrográfica estende-se por cerca de 1100 km², e a maior parte de rio passa no vale de Jizreel.
O rio chega ao mar Mediterrâneo na região perto de monte Carmelo.
O rio é mencionado na Bíblia, quando o capitão Baraque juntamente com a profetiza Débora venceram o exercito Cananeu escrito no livro dos Juízes, capítulos 4 e 5.
O rio também é citado no primeiro dos livros dos Reis  como o lugar onde o profeta Elias matou os profetas de Baal.